# Georg Dünninghaus
Georg Karl Dünninghaus (* 28. Juni 1893 in Hamburg; † 9. April 1953 in Chemnitz) war ein deutscher Widerstandskämpfer gegen den Nationalsozialismus, Politiker der Kommunistischen Partei Deutschlands (KPD) und späterer Wirtschaftsfunktionär in der frühen Deutschen Demokratischen Republik (DDR). 1945/46 war er Geschäftsführer der Berliner Zeitung.

## Leben
Dünninghaus, Sohn eines Tischlers, trat 1919 in die KPD ein. 1923 nahm er als Hamburger Leiter des KPD-Nachrichtendienstes, des Antimilitärischen Apparats, am Hamburger Aufstand teil. 
Von 1926 bis 1931 war Dünninghaus Generalsekretär der Internationalen Arbeiterhilfe (IAH). Von Januar bis April 1931 verbüßte er eine Haftstrafe. 1933 war er Kandidat zu den Preußischen Landtagswahlen, konnte aber nach der Machtübernahme der Nationalsozialisten und dem Verbot kommunistischer Betätigung im Zuge der Reichstagsbrandverordnung nicht mehr antreten. Er war kurzzeitig Instrukteur der KP Wasserkante, wurde dann verhaftet und sechs Monate ohne Urteil in sogenannte Schutzhaft genommen.
Im November 1938 wurde Dünninghaus erneut inhaftiert und zu eineinhalb Jahren Gefängnis verurteilt. Nach seiner Freilassung war er als Exportleiter einer Tuchhandlung tätig. Ab 1941 war er Mitglied der Widerstandsgruppe um Anton Saefkow. Am 28. Januar 1945 wurde er in Guben erneut von der Geheime Staatspolizei (Gestapo) verhaftet. Ihm gelang jedoch die Flucht aus dem Gefängnis in Frankfurt (Oder) und er konnte bis zum Ende des Zweiten Weltkriegs untertauchen.
1945/46 war Dünninghaus Geschäftsführer der Tageszeitung Berliner Zeitung, dann 1947 Vorstandsmitglied der Berliner Konsumgenossenschaften. 1952 wurde er Direktor der Deutschen Handelszentrale Textil in Chemnitz.